# Рейбо, Марианна
Мариа́нна Ре́йбо (наст. имя - Марианна Григорьевна Марговская; род. 24 октября, 1987, Москва) — русский прозаик, журналист, публицист. Кандидат философских наук.

## Биография
Родилась в семье поэтессы Анастасии Романовны Харитоновой.
В 2009 году с красным дипломом окончила факультет журналистики Московского государственного университета имени М. В. Ломоносова. Затем, окончив аспирантуру философского факультета МГУ имени М. В. Ломоносова, в 2013 году защитила диссертацию по теме «Гендерные стереотипы массового сознания в период кризиса традиционного общества», получила степень кандидата философских наук.
C 2012 года по 25 февраля 2022 года работала редактором журнала «Наука и религия» (отдел науки; с 2014 г. — отдел всемирной и отечественной истории); с 2016 г. — заместитель главного редактора.
С 2017 по 2019 г. была одним из приглашенных авторов youtube-канала «Ленинградское интернет-телевидение», автор циклов «Конспирологические мифы», «Гендер и мы». 
Член Союза писателей России, член Союза журналистов Москвы, член Международного союза писателей Иерусалима, член Союза писателей XXI века.

### Личная жизнь
Семейное положение: замужем.

## Творчество
С 2004 года печатается в центральных СМИ, публикации выходили в следующих печатных и электронных изданиях:
- журнал «Времена»,
- журнал «Гостиная»,
- журнал «Наука и религия»,
- журнал «Знамя»,
- журнал «Нева»,
- журнал «Российский колокол»,
- журнал «Зинзивер»,
- журнал «Дети Ра»,
- журнал «Причал»,
- альманах «Литературный Иерусалим»,
- научный русско-бельгийский журнал «Researcher»,
- электронный научный журнал «Медиаскоп»,
- «Независимая газета»,
- «Литературная газета»,
- газета «Литературная Россия»,
- газета «Литературные известия».

Автор первого в России квир-романа "Транзишн", в котором в художественной форме подробно описан феномен трансгендерности и жизнь трансгендерных людей в современной России. Роман "Транзишн" в 2023 году опубликовал американский русскоязычный литературно-общественный журнал "Времена" (#1-4, 2023)
Победитель основной номинации Международного литературного конкурса "ЭтноПеро - 2022". Лауреат Международной литературно-общественной премии МГО СП России и Союза писателей-переводчиков «Литературный Олимп» с вручением одноимённой медали. Лауреат Международной литературной премии "ДИАС" (2022).
В конце 2015 года Марианна Григорьевна под псевдонимом Марианна Рейбо опубликовала свой дебютный художественный роман «Письмо с этого света». Книга вошла в лонг-лист Международной премии «Писатель XXI века». В 2018 году увидела свет её фантастическая повесть «НАНО», ставшая лауреатом премии журнала «Зинзивер» и также вошедшая в лонг-лист премии «Писатель XXI века».
Дипломант IV Международного литературного фестиваля-конкурса «Русский Гофман» и ММЛК «Веское слово» в номинации «Проза». Многократный лауреат премии газеты «Литературные известия» в номинациях «Проза» и «Литературная критика» (2016, 2017, 2019). Член редколлегии энциклопедии стихов и прозы «Писатели русского мира: XXI век».

### Аннотация редакции журнала "Времена" к альтернативному роману «Транзишн»
Роман Марианны Рейбо посвящён непростой, но особенно в последнее время ставшей актуальной теме трансгендеров. То, что эта тема в Америке, да и в Европе не нова, можно судить по многочисленным статьям и дискуссиям по поводу допуска трансгендеров к спортивным соревнованиям и  к  службе в  армии. В  обществе их социальный статус уже отторжения не вызывает. Политика разнообразия и инклюзивности успешно работает. Иногда слишком успешно. Другое дело в  России. Гендерные стереотипы массового сознания ещё достаточно сильны, и общество пока не способно принимать таких людей. В лучшем случае их стараются не замечать, в худшем выталкивают, а  в  самом худшем охотятся и  убивают. Правда, появились
врачи, которые стараются помочь, но их мало и услуги их стоят дорого. Автор знает о проблемах, с которыми сталкиваются герои, не понаслышке. Её диссертация 2013 года как раз и написана о гендерных стереотипах. А трагическая история странной и в конце концов
несостоявшейся любви читается на одном дыхании.
Москвичка Марина тяжело переживает развод и  винит себя, что не сумела сохранить семью. В  сети она знакомится с  петербуржцем Сергеем и, влюбившись в него по переписке, едет к нему
в надежде на новую жизнь. Вскоре она понимает, что с её возлюбленным что-то не так. Решив во всём разобраться, Марина узнаёт, что в жизни её избранника есть место только для одной женщины, которой она объявляет непримиримую войну…
Сюжет содержит художественный вымысел, имена и  личные обстоятельства героев изменены. Любые совпадения случайны.Однако роман основан на уникальном документальном материале и  объективно отражает положение трансгендерных людей в  России, а  за собирательными образами персонажей стоят реальные судьбы многих людей — как правило, трагические.

### Аннотация к книге «Письмо с этого света»
«Совершенно неожиданная книга. Жесткая, ироничная, откровенная. Оставляет тревожное ощущение недосказанности и строго охраняемой автором тайны.
Графическая четкость житейских событий вдруг смывается волной экзистенциального бунта; шокирующая инфернальность разрешается смешной бытовой неурядицей.
Автор, то играя, то исповедуясь, как бы воскрешает в памяти сакральное: «Будь реалистом — требуй невозможного!»
Пересказать сюжет романа трудно. Надо читать».

### Аннотация к книге «НАНО»
«Марианна Рейбо — писатель, журналист, кандидат философских наук. В 2015 году был опубликован ее дебютный художественный роман "Письмо с этого света". Книга вошла в лонглист Международной премии "Писатель XXI века" и стала бестселлером книжного магазина "Москва". Фантастическая повесть "Нано" — уже вторая книга автора, в которой под новыми масками и в окружении новых декораций скрываются все те же наболевшие темы. Итак, о чем эта книга? О шлеме виртуальной реальности, полностью меняющем мир. Об опасной привлекательности иллюзий и роковых последствиях вышедшей из-под контроля игры. Но главное, она о сегодняшнем дне. Крик о помощи вчерашних подростков, по вине времени ставших лишним поколением. Юноша и две девушки — у каждого свое потаенное страдание, от которого они спасаются в лабиринтах цифровой вселенной. Но никто из них не знает, что только на грани отчаяния им суждено обрести то, что сильнее страдания, одиночества и страха…».

## Научные публикации
Марговская М.Г. Гендерная социализация школьников в научных исследованиях и СМИ. // «Медиаскоп», № 1, 2012
Марговская М.Г. Гендерный вопрос: специфика советского опыта // Researcher. European Journal of Humanities & Social Sciences, № 1, 2020 

## Критика
- Ольга Ефимова По ту сторону чувств: ода смыслам жизни Марианны Рейбо. «Литературная Россия», № 39, 2024[17].
- Елена Севрюгина Старый знакомый в новом обличье. «Южное сияние», № 2, 2022[18].
- Ольга Ефимова Рецензия на книгу Марианны Рейбо "НАНО". «Литературные известия», № 07 (159), 2018[19].
- Леонид Скляднев Одиссей в царстве Аида. «НГ - Ex Libris», 12.07.2018[20].
- Михаил Розенцвайг. Рецензия на книгу Марианны Рейбо "Письмо с этого света". «Дети Ра», № 1 (135), 2016[21].
- Эмиль Сокольский. Рецензия на книгу Марианны Рейбо "Письмо с этого света". «Дети Ра», № 4 (138), 2016[22].
- Полина Вайс Рецензия на книгу Марианны Рейбо "Письмо с этого света". «Литературные известия», № 02 (130), 2016[23].
- Леонид Скляднев Рецензия на книгу Марианны Рейбо "Письмо с этого света". «Литературные известия», № 08 (136), 2016[24].